# Ribeirão dos Índios
Ribeirão dos Índios là một đô thị ở bang São Paulo của Brasil. 
Đô thị này nằm ở vĩ độ 21º58'33" độ vĩ nam và kinh độ 51º39'05" độ vĩ tây, trên khu vực có độ cao 386 m. Dân số năm 2004 ước tính là 2.297 người.

## Thông tin nhân khẩu
Dữ liệu dân số theo điều tra dân số năm 2000
Tổng dân số: 2.222
- Urbana: 1.760
- Rural: 462
- Homens: 1.144
- Mulheres: 1.078

Mật độ dân số (người/km²): 11,28
Tỷ lệ tử vong trẻ sơ sinh dưới 1 tuổi (trên một triệu người): 14,48
Tuổi thọ bình quân (tuổi): 71,98
Tỷ lệ sinh (số trẻ trên mỗi bà mẹ): 2,06
Tỷ lệ biết đọc biết viết: 84,27%
Chỉ số phát triển con người (HDI-M): 0,754
- Chỉ số phát triển con người - Thu nhập: 0,633
- Chỉ số phát triển con người - Tuổi thọ: 0,783
- Chỉ số phát triển con người - Giáo dục: 0,845

(Nguồn: IPEADATA)

### Sông ngòi
- Rio do Peixe
- Ribeirão Claro
- Ribeirão Taquaruçu

### Các xa lộ
- SP-270